# Andrej Alexandrovič Melnikov
Andrej Alexandrovič Melnikov (rusky Андрей Александрович Мельников, bělorusky Андрэй Мельнікаў; 11. dubna 1968 Mogilev – 8. ledna 1988, Afghánistán) byl sovětský voják, střelec, držitel vyznamenání Hrdina Sovětského svazu in memoriam, který zahynul v noci 8. ledna 1988 v bitvě o kótu 3234 během Sovětské války v Afghánistánu. Za cenu vlastního života přispěl k odražení útoku přesily mudžahedínů na pozice sovětské armády.